# Сражение при Бейруте (1941)
Сражение при Бейруте (англ. Battle of Beirut) — боевые действия 12 июля 1941 года между союзными и вишистскими войсками во время Сирийско-Ливанской операции.
После капитуляции в Эритрее Амадея Савойского, герцога Аостского, в срочном порядке в Азию были переброшены 2 бригады 7-й австралийской дивизии, бригада 1-й британской кавалерийской дивизии, 5-я индийская пехотная бригада, несколько бронетанковых и авиационных подразделений британской 6-й дивизии, особая диверсионная группа (батальон-C бригады особого назначения) и 6 батальонов 1-й французской свободной пехотной дивизии.
8 июля ещё до падения Дамура, французский командующий генерал Анри Денц запросил перемирие: к тому моменту союзные войска вели наступление на Бейрут из Дамаска и быстро продвигались в Сирию из Ирака, с целью захватить Дейр-эз-Зор, а затем направить войск в сторону Алеппо. 12 июля в полночь соглашение о прекращении огня вступило в силу. Подписано перемирие было 14 июля на окраине города Акко. После подписания перемирия Сирия перешла под фактический контроль Шарля де Голля.
За триумфальным входом 7-й австралийской дивизии столицу Ливана последовала союзническая оккупация. Позже Бейрут стал важной базой союзников.